# Курицын, Фёдор Егорович

Нагрудный знак ветеринарного врача

Фёдор Его́рович Ку́рицын, (1853, Московская губерния — 18 сентября 1906, Ташкент) — народоволец (изменник), ветеринарный врач МВД Российской империи, статский советник. Убит в результате террористического акта

## Биография и профессиональная деятельность
В 1874 году будучи студентом Харьковского ветеринарного института примкнул к революционному кружку, составленному из студентов-донцов, получал нелегальные книги от М. М. Серебрякова. С 20 сентября 1874 года находился под жандармским надзором в Харькове. 19 февраля 1876 года был освобождён за недостатком улик, скрывался на юге России. Арестован 1 апреля 1877 года в Николаеве по делу Гориновича. Был заключён в Одесский тюремный замок, активно стал сотрудничать с жандармами против своих бывших товарищей революционеров. 

## Провокация
В декабре 1879 года в одесскую тюрьму был переведен Григорий Гольденберг. Курицын был помещен в одну камеру с ним. Пользуясь тем, что Гольденберг на воле знал о народовольческой деятельности Курицына, тот вошёл к нему в доверие и, умело выспрашивая, получил важную информацию о ключевых деятелях партии. Кроме того, он по поручению товарища прокурора Добржинского незаметно подвёл Гольденберга к странной идее «раскрыть глаза» правительству на благородство целей «Народной воли». 9 марта 1880 года Гольденберг написал показание на 70 листах, где упоминались 143 народовольца. Эта информация позволила Департаменту полиции арестовать множество народовольцев (см. Процесс шестнадцати (1880)). Гольденберг, осознав содеянное им, повесился в тюрьме 15 июля 1880 года. Курицын же, подав прошение о помиловании, в январе 1880 года был выпущен под надзор полиции.

## Дальнейшая биография
Продолжил своё обучение по основной специальности, и в 1882 году получил звание ветеринарного врача. Сделал успешную врачебную карьеру, зимой 1898/1899 года будучи Саратовским губернским ветеринаром в чине коллежского асессора, совместно с ветеринаром С. Г. Гринцером и чиновником Главного Управления Коннозаводства подполковником Н. П. Ревякиным, отличился при проведении дела большой государственной важности. Тогда на просторах Сибири в тяжелейших условиях непогоды ими были закуплены 69172  лошадей особо выносливых пород, для сельскохозяйственных нужд крестьянского населения пострадавшего от неурожая 1898 года. В чине статского советника с 12 марта 1901 года являлся Управляющим ветеринарной частью гражданского ведомства Туркестанского края. Убит 18 сентября 1906 года социал-революционером Юлием Гринбергом, который прочитал об истории с Гольденбергом в журнале «Былое».